# LieN
LieN（リアン）は、日本の音楽ユニット。ゲーム会社サイバーコネクトツー所属。

## 概要
映画.hack//G.U. TRILOGY制作に伴い、新しい音楽ユニットLieNが誕生した。
「.hack」シリーズでもテーマ曲、挿入歌、コーラス等の歌声が好評の三谷朋世と作詞/作曲担当の福田考代の二人のコンビによるサウンドユニットである。

## メンバー
- 三谷 朋世 （みたに ともよ） ボーカル担当
- 福田 考代 （ふくだ ちかよ） 作詞・作曲・編曲担当

## 参加作品(ユニット結成後)
1. オリジナル・サウンドトラック「.hack//G.U. Trilogy O.S.T.」
2. オリジナル・サウンドトラック「.hack//Link GAME MUSIC O.S.T.」
3. オリジナル・サウンドトラック「Solatorobo それからCODAへ GAME MUSIC O.S.T.」（コレクターズエディションの封入特典。単独での販売は無し）
4. オリジナル・サウンドトラック「劇場用3Dアニメーション ドットハック セカイの向こうに O.S.T.」
5. オリジナル・サウンドトラック「.hack//Versus O.S.T.」
6. PS3/Xbox 360用ゲームソフト 「アスラズ ラース」主題歌　『震える心』
7. LieN Original Album Noir －ノワール－
8. LieN Original Album Blanc －ブラン－
9. マキシシングル「Voyage」
10. ドットハック ギルティドラゴン オリジナルサウンドトラック